# Черняхівська сільська рада (Яготинський район)
| Черняхівська сільська рада — ліквідований орган місцевого самоврядування у Яготинському районі Київської області з адміністративним центром у селі Черняхівка. Історична дата утворення: у 1938 році. Водоймища на території, підпорядкованій даній раді: річка Чумгак. Сільській раді підпорядковані населені пункти: - с. Черняхівка - с-ще Гречанівка |

## Склад ради
Рада складається з 12 депутатів та голови.

### Керівний склад ради
| ПІБ                            | Основні відомості                                                         | Дата обрання | Дата звільнення |
| ------------------------------ | ------------------------------------------------------------------------- | ------------ | --------------- |
| Скрипка Анатолій Володимирович | Сільський голова, 1959 року народження, освіта, безпартійний              | 26.03.2006   | 25.11.2006      |
| Панченко Ольга Володимирівна   | Сільський голова, 1968 року народження, освіта, позапартійна              | 04.03.2007   | 31.10.2010      |
| Панченко Ольга Володимирівна   | Сільський голова, 1968 року народження, освіта вища, член Партії регіонів | 31.10.2010   |                 |

Примітка: таблиця складена за даними джерела